# Wasco
|  | Per a altres significats, vegeu «Wasco (desambiguació)». |

Els wasco són una tribu índia oregoniana, relacionada lingüísticament amb els shahaptians i amb els chinook. El seu nom prové de was'ko "bol o copa de banya" per la roca que hi havia vora la seva vila. També eren anomenats dalles o wascopums.
Vivien als marges meridionals del riu Columbia, a la regió de Dalles, a Oregon. Avui viuen a la reserva de Warm Springs (Oregon).
El 1960 n'hi havia 260 a Oregon. El 1970 augmentaren a 700, i el 1980 segons Asher, eren 750, dels quals només 10 parlaven la llengua pròpia.
Constituïen la major divisió dels alts chinook, i absorbiren d'altres grups petits, i amb els wishrams constituïen la divisió East Chinook.Eren sedentaris i vivien de la pesca del salmó, encara que més endavant adoptaren l'agricultura.
El 1855 signaren amb altres tribus el Tractat de Wallawalla amb els EUA, pel qual s'establiren a la reserva de Warm Springs (Oregon).